# Aquio
Aquio je rijeka u Kolumbiji, pritoka rijeke Guanía. Pripada porječju rijeke Amazone.